# Seven de la República Femenino 2021
El Seven de la República Femenino de 2021 fue la quinta edición del torneo femenino de rugby 7 de fin de temporada para uniones provinciales afiliadas a la Unión Argentina de Rugby. Se llevó a cabo en la ciudad de Paraná, Provincia de Entre Ríos, el 27 y 28 de noviembre de 2021 en La Tortuguita, sede del Paraná Rowing Club.
En marzo de 2020 la Unión Argentina de Rugby decidió postergar la disputa del quinto Seven de la República Femenino debido a la pandemia de covid-19, habiendo sido originalmente programado a disputarse el 21 y 22 de noviembre de 2020. La nueva fecha elegida fue el 4 y 5 de diciembre de 2021, volviendo en disputarse en conjunto con el Seven de la República Masculino y con el apoyo del gobierno provincial entrerriano. Finalmente, en agosto de 2021, se decidió que el Seven de la República Femenino y el Seven de la República Masculino se disputarían en fechas distintas, tal como había sido el caso en 2019.
La Unión de Rugby de Buenos Aires recuperó la corona luego de vencer 24-19 en la final a las campeonas defensoras, la Unión de Rugby de Tucumán. Tras ir perdiendo 7-19 al término del primer tiempo, el seleccionado porteño logró empatar el marcador en la última jugada del partido y luego, en tiempo suplementario, se quedó con la final a través de un try de Sofía González, jugadora figura de las  Yaguaretés.

## Equipos participantes
Participaron de esta edición las selecciones de doce uniones provinciales argentinas, las cuales clasificaron a través de su desempeño en torneos regionales y según su cantidad de jugadoras fichadas.
| Equipo       | Unión                                                | Vía de clasificación                    |
| ------------ | ---------------------------------------------------- | --------------------------------------- |
| Alto Valle   | Unión de Rugby del Alto Valle de Río Negro y Neuquén | Campeón del Torneo Regional Patagónico. |
| Andina       | Unión Andina de Rugby                                | Cantidad de fichajes.                   |
| Austral      | Unión de Rugby Austral                               | Cantidad de fichajes.                   |
| Buenos Aires | Unión de Rugby de Buenos Aires                       | Campeón del Torneo Regional Pampeano.   |
| Córdoba      | Unión Cordobesa de Rugby                             | Campeón del Torneo Regional Centro.     |
| Cuyo         | Unión de Rugby de Cuyo                               | Campeón del Torneo Regional Oeste.      |
| Entre Ríos   | Unión Entrerriana de Rugby                           | Cantidad de fichajes.                   |
| Noreste      | Unión de Rugby del Noreste                           | Campeón del Torneo Regional NEA.        |
| Oeste        | Unión de Rugby del Oeste de Buenos Aires             | Cantidad de fichajes.                   |
| Rosario      | Unión de Rugby de Rosario                            | Cantidad de fichajes.                   |
| Salta        | Unión de Rugby de Salta                              | Cantidad de fichajes.                   |
| Tucumán      | Unión de Rugby de Tucumán                            | Campeón del Torneo Regional NOA.        |

Rosario participó por primera vez del torneo.

## Formato
Los doce equipos fueron divididos en cuatro grupos de tres equipos cada uno. Cada grupo se resolvió con el sistema de todos contra todos a una sola ronda; la victoria otorgando 2 puntos, el empate 1 y la derrota 0 puntos.
Esta temporada introdujo un nuevo formato para la fase final: solamente los primeros de cada grupo clasificaron a la Copa de Oro, mientras que los segundos clasifican directamente a la Copa de Plata y los terceros a la nueva Copa de Bronce. Todas las copas son a eliminación directa y comienzan en semifinales, disputando partidos por el 3.° puesto en cada copa. Este nuevo formato elimina la instancia de cuartos de final, garantizando que cada equipo dispute cuatro partidos en total. 

## Fase de grupos

### Zona 1
| Pos. | Equipos    | Partidos | Partidos | Partidos | Tantos | Tantos | Tantos | Pts. |
| Pos. | Equipos    | G        | E        | P        | PF     | PC     | DP     | Pts. |
| ---- | ---------- | -------- | -------- | -------- | ------ | ------ | ------ | ---- |
| 1.°  | Tucumán    | 2        | 0        | 0        | 84     | 0      | +84    | 4    |
| 2.°  | Salta      | 1        | 0        | 1        | 22     | 42     | -20    | 2    |
| 3.°  | Entre Ríos | 0        | 0        | 2        | 5      | 69     | -64    | 0    |

|  | Clasifica a Copa de Oro    |
|  | Clasifica a Copa de Plata  |
|  | Clasifica a Copa de Bronce |

| 27 de noviembre | Tucumán | 47 - 0  | Salta | Paraná Rowing Club, Paraná |  |
|                 |         | Reporte |       |                            |  |

| 27 de noviembre | Entre Ríos | 5 - 22  | Salta | Paraná Rowing Club, Paraná |  |
|                 |            | Reporte |       |                            |  |

| 27 de noviembre | Tucumán | 37 - 0  | Entre Ríos | Paraná Rowing Club, Paraná |  |
|                 |         | Reporte |            |                            |  |

### Zona 2
| Pos. | Equipos      | Partidos | Partidos | Partidos | Tantos | Tantos | Tantos | Pts. |
| Pos. | Equipos      | G        | E        | P        | PF     | PC     | DP     | Pts. |
| ---- | ------------ | -------- | -------- | -------- | ------ | ------ | ------ | ---- |
| 1.°  | Buenos Aires | 2        | 0        | 0        | 73     | 19     | +54    | 4    |
| 2.°  | Noreste      | 1        | 0        | 1        | 36     | 38     | -2     | 2    |
| 3.°  | Rosario      | 0        | 0        | 2        | 14     | 66     | -52    | 0    |

|  | Clasifica a Copa de Oro    |
|  | Clasifica a Copa de Plata  |
|  | Clasifica a Copa de Bronce |

| 27 de noviembre | Buenos Aires | 31 - 12 | Noreste | Paraná Rowing Club, Paraná |  |
|                 |              | Reporte |         |                            |  |

| 27 de noviembre | Rosario | 7 - 24  | Noreste | Paraná Rowing Club, Paraná |  |
|                 |         | Reporte |         |                            |  |

| 27 de noviembre | Buenos Aires | 42 - 7  | Rosario | Paraná Rowing Club, Paraná |  |
|                 |              | Reporte |         |                            |  |

### Zona 3
| Pos. | Equipos    | Partidos | Partidos | Partidos | Tantos | Tantos | Tantos | Pts. |
| Pos. | Equipos    | G        | E        | P        | PF     | PC     | DP     | Pts. |
| ---- | ---------- | -------- | -------- | -------- | ------ | ------ | ------ | ---- |
| 1.°  | Cuyo       | 2        | 0        | 0        | 44     | 7      | +37    | 4    |
| 2.°  | Alto Valle | 1        | 0        | 1        | 31     | 27     | +4     | 2    |
| 3.°  | Oeste      | 0        | 0        | 2        | 12     | 53     | -41    | 0    |

|  | Clasifica a Copa de Oro    |
|  | Clasifica a Copa de Plata  |
|  | Clasifica a Copa de Bronce |

| 27 de noviembre | Alto Valle | 24 - 12 | Oeste | Paraná Rowing Club, Paraná |  |
|                 |            | Reporte |       |                            |  |

| 27 de noviembre | Cuyo | 29 - 0  | Oeste | Paraná Rowing Club, Paraná |  |
|                 |      | Reporte |       |                            |  |

| 27 de noviembre | Alto Valle | 7 - 15  | Cuyo | Paraná Rowing Club, Paraná |  |
|                 |            | Reporte |      |                            |  |

### Zona 4
| Pos. | Equipos | Partidos | Partidos | Partidos | Tantos | Tantos | Tantos | Pts. |
| Pos. | Equipos | G        | E        | P        | PF     | PC     | DP     | Pts. |
| ---- | ------- | -------- | -------- | -------- | ------ | ------ | ------ | ---- |
| 1.°  | Córdoba | 2        | 0        | 0        | 62     | 10     | +52    | 4    |
| 2.°  | Andina  | 1        | 0        | 1        | 29     | 34     | -5     | 2    |
| 3.°  | Austral | 0        | 0        | 2        | 17     | 64     | -47    | 0    |

|  | Clasifica a Copa de Oro    |
|  | Clasifica a Copa de Plata  |
|  | Clasifica a Copa de Bronce |

| 27 de noviembre | Andina | 19 - 17 | Austral | Paraná Rowing Club, Paraná |  |
|                 |        | Reporte |         |                            |  |

| 27 de noviembre | Córdoba | 45 - 0  | Austral | Paraná Rowing Club, Paraná |  |
|                 |         | Reporte |         |                            |  |

| 27 de noviembre | Andina | 10 - 17 | Córdoba | Paraná Rowing Club, Paraná |  |
|                 |        | Reporte |         |                            |  |

## Fase final

### Copa de Oro
|  | Semifinales  | Semifinales  | Semifinales         |                     |         | Final Oro        | Final Oro        | Final Oro        |  |
|  |              |              |                     |                     |         |                  |                  |                  |  |
|  |              |              |                     |                     |         |                  |                  |                  |  |
|  | Tucumán      | Tucumán      | 22                  |                     |         |                  |                  |                  |  |
|  | Tucumán      | Tucumán      | 22                  |                     |         |                  |                  |                  |  |
|  | Córdoba      | Córdoba      | 5                   |                     |         |                  |                  |                  |  |
|  | Córdoba      | Córdoba      | 5                   |                     | Tucumán | Tucumán          | 19               |                  |  |
|  |              |              |                     |                     | Tucumán | Tucumán          | 19               |                  |  |
|  |              |              | Buenos Aires (t.e.) | Buenos Aires (t.e.) | 24      |                  |                  |                  |  |
|  | Buenos Aires | Buenos Aires | Buenos Aires (t.e.) | Buenos Aires (t.e.) | 24      | 29               |                  |                  |  |
|  | Buenos Aires | Buenos Aires |                     |                     |         | 29               |                  |                  |  |
|  | Cuyo         | Cuyo         | 5                   |                     |         | Final 3.° puesto | Final 3.° puesto | Final 3.° puesto |  |
|  | Cuyo         | Cuyo         | 5                   |                     |         | Final 3.° puesto | Final 3.° puesto | Final 3.° puesto |  |
|  |              |              |                     |                     |         |                  |                  |                  |  |
|  |              |              |                     |                     |         | Córdoba          | Córdoba          | 14               |  |
|  |              |              |                     |                     |         | Córdoba          | Córdoba          | 14               |  |
|  |              |              |                     |                     |         | Cuyo             | Cuyo             | 0                |  |
|  |              |              |                     |                     |         | Cuyo             | Cuyo             | 0                |  |
|  |              |              |                     |                     |         |                  |                  |                  |  |

### Copa de Plata
|  | Semifinales | Semifinales | Semifinales |         |        | Final Plata      | Final Plata      | Final Plata      |  |
|  |             |             |             |         |        |                  |                  |                  |  |
|  |             |             |             |         |        |                  |                  |                  |  |
|  | Salta       | Salta       | 0           |         |        |                  |                  |                  |  |
|  | Salta       | Salta       | 0           |         |        |                  |                  |                  |  |
|  | Andina      | Andina      | 29          |         |        |                  |                  |                  |  |
|  | Andina      | Andina      | 29          |         | Andina | Andina           | 17               |                  |  |
|  |             |             |             |         | Andina | Andina           | 17               |                  |  |
|  |             |             | Noreste     | Noreste | 12     |                  |                  |                  |  |
|  | Noreste     | Noreste     | Noreste     | Noreste | 12     | 10               |                  |                  |  |
|  | Noreste     | Noreste     |             |         |        | 10               |                  |                  |  |
|  | Alto Valle  | Alto Valle  | 5           |         |        | Final 7.° puesto | Final 7.° puesto | Final 7.° puesto |  |
|  | Alto Valle  | Alto Valle  | 5           |         |        | Final 7.° puesto | Final 7.° puesto | Final 7.° puesto |  |
|  |             |             |             |         |        |                  |                  |                  |  |
|  |             |             |             |         |        | Salta            | Salta            | 0                |  |
|  |             |             |             |         |        | Salta            | Salta            | 0                |  |
|  |             |             |             |         |        | Alto Valle       | Alto Valle       | 21               |  |
|  |             |             |             |         |        | Alto Valle       | Alto Valle       | 21               |  |
|  |             |             |             |         |        |                  |                  |                  |  |

### Copa de Bronce
|  | Semifinales | Semifinales | Semifinales |         |         | Final Bronce      | Final Bronce      | Final Bronce      |  |
|  |             |             |             |         |         |                   |                   |                   |  |
|  |             |             |             |         |         |                   |                   |                   |  |
|  | Rosario     | Rosario     | 19          |         |         |                   |                   |                   |  |
|  | Rosario     | Rosario     | 19          |         |         |                   |                   |                   |  |
|  | Oeste       | Oeste       | 0           |         |         |                   |                   |                   |  |
|  | Oeste       | Oeste       | 0           |         | Rosario | Rosario           | 12                |                   |  |
|  |             |             |             |         | Rosario | Rosario           | 12                |                   |  |
|  |             |             | Austral     | Austral | 24      |                   |                   |                   |  |
|  | Entre Ríos  | Entre Ríos  | Austral     | Austral | 24      | 7                 |                   |                   |  |
|  | Entre Ríos  | Entre Ríos  |             |         |         | 7                 |                   |                   |  |
|  | Austral     | Austral     | 15          |         |         | Final 11.° puesto | Final 11.° puesto | Final 11.° puesto |  |
|  | Austral     | Austral     | 15          |         |         | Final 11.° puesto | Final 11.° puesto | Final 11.° puesto |  |
|  |             |             |             |         |         |                   |                   |                   |  |
|  |             |             |             |         |         | Oeste             | Oeste             | 10                |  |
|  |             |             |             |         |         | Oeste             | Oeste             | 10                |  |
|  |             |             |             |         |         | Entre Ríos        | Entre Ríos        | 36                |  |
|  |             |             |             |         |         | Entre Ríos        | Entre Ríos        | 36                |  |
|  |             |             |             |         |         |                   |                   |                   |  |

## Tabla de posiciones
Las posiciones finales al terminar el campeonato:
| 1.°  | Buenos Aires | 4 | 0 | 0 | 126 | 43  | +83 |
| 2.°  | Tucumán      | 3 | 0 | 1 | 125 | 29  | +96 |
| 3.°  | Córdoba      | 3 | 0 | 1 | 81  | 32  | +49 |
| 4.°  | Cuyo         | 2 | 0 | 2 | 49  | 50  | -1  |
| 5.°  | Andina       | 3 | 0 | 1 | 75  | 46  | +29 |
| 6.°  | Noreste      | 2 | 0 | 2 | 58  | 60  | -2  |
| 7.°  | Alto Valle   | 2 | 0 | 2 | 57  | 37  | +20 |
| 8.°  | Salta        | 1 | 0 | 3 | 22  | 92  | -70 |
| 9.°  | Austral      | 2 | 0 | 3 | 56  | 83  | -27 |
| 10.° | Rosario      | 1 | 0 | 3 | 45  | 90  | -45 |
| 11.° | Entre Ríos   | 1 | 0 | 3 | 48  | 94  | -46 |
| 12.° | Oeste        | 0 | 0 | 4 | 22  | 108 | -86 |

|  | Campeón Copa de Oro.    |
|  | Campeón Copa de Plata.  |
|  | Campeón Copa de Bronce. |

|                      |
| Buenos Aires Campeón |
| Tercer título        |